# Función L de Dirichlet

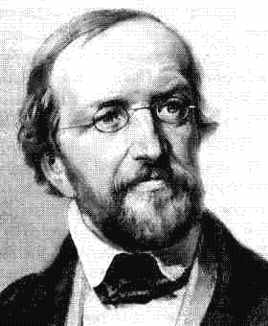
Johann Peter Gustav Lejeune Dirichlet

En matemáticas, se llama serie L de Dirichlet a una función de la forma

{\displaystyle L(s,\chi )=\sum _{n=1}^{\infty }{\frac {\chi (n)}{n^{s}}}.}

donde χ es un carácter de Dirichlet y s una variable compleja cuya componente real es mayor que 1. Por medio de una extensión analítica esta función puede ser extendida a una función merofórmica sobre todo el plano complejo, y entonces se la llama función L de Dirichlet y se la escribe como L(s,χ). Un caso especial importante de la función L de Dirichlet, es la Función zeta de Riemann, en el cual χ es el carácter trivial, 
Estas funciones son nombradas en honor de  Peter Gustav Lejeune Dirichlet quien las introdujo en (Dirichlet, 1837) para demostrar el teorema de Dirichlet sobre progresiones aritméticas, que también lleva su nombre. En el curso de la prueba, Dirichlet demostró que L(s, χ)  no es cero en s = 1. Por otra parte, si χ es principal, entonces el  L-la  correspondiente función L de Dirichlet tiene un polo simple en s = 1.

## Ceros de las funciones L de Dirichlet
Si χ es un carácter primitivo con χ(-1)=1, entonces los únicos ceros de L(s,χ) con Re(s)<0 son los enteros negativos pares.
Si χ es un carácter primitivo con χ(-1)=-1, entonces los únicos ceros de L(s,χ) con Re(s)<0 son los enteros negativos impares.
Se sabe que existen para todas las funciones L de Dirichlet regiones libres de ceros, incluyendo y más allá de la línea Re(s)=1 similares a las de la función zeta de Riemann, existiendo la posibilidad de la existencia de un cero de Siegel.
En forma similar como se conjetura que la función zeta de Riemann obedece a la hipótesis de Riemann , se conjetura que las funciones L de Dirichlet obedecen a la hipótesis generalizada de Riemann.

## Ecuación funcional
Supongamos que χ es un carácter primitivo al módulo k. Definiendo
{\displaystyle \varepsilon (s,\chi )=\left({\frac {\pi }{k}}\right)^{-(s+a)/2}\Gamma \left({\frac {s+a}{2}}\right)L(s,\chi ),}
donde Γ representa la función gamma y el símbolo {\displaystyle a} está dado por 
{\displaystyle a={\begin{cases}0;&{\mbox{si }}\chi (-1)=1,\\1;&{\mbox{si }}\chi (-1)=-1,\end{cases}}}
se tiene entonces la ecuación funcional
{\displaystyle \varepsilon (1-s,{\overline {\chi }})={\frac {i^{a}k^{1/2}}{\tau (\chi )}}\varepsilon (s,\chi ).}
Donde τ(χ) expresa la Suma de Gauss
{\displaystyle \sum _{n=1}^{k}\chi (n)\exp(2\pi im/q).}
Notar que |τ(χ)|=k1/2.

## Relación con la función zeta de Hurwitz
Las funciones L de Dirichlet pueden escribirse como una combinación lineal de la función zeta de Hurwitz para valores racionales. Para un dado entero k ≥ 1, las funciones L de Dirichlet para caracteres módulo k son combinaciones lineales, con coeficientes constantes, de ζ(s,q) donde q = m/k y m = 1, 2, ..., k. Lo que quiere decir que la función zeta de Hurwitz para q racional posee propiedades analíticas que están muy relacionadas con las funciones L de Dirichlet. Específicamente, si llamamos {\displaystyle \chi } a un carácter módulo k. Entonces podemos escribir su función L de Dirichlet como:
{\displaystyle L(\chi ,s)=\sum _{n=1}^{\infty }{\frac {\chi (n)}{n^{s}}}={\frac {1}{k^{s}}}\sum _{m=1}^{k}\chi (m)\;\zeta \left(s,{\frac {m}{k}}\right).}
En particular, la función L de Dirichlet del carácter trivial módulo 1 da la función zeta de Riemann:
{\displaystyle \zeta (s)={\frac {1}{k^{s}}}\sum _{m=1}^{k}\zeta \left(s,{\frac {m}{k}}\right).}